# Sapucaia do Sul

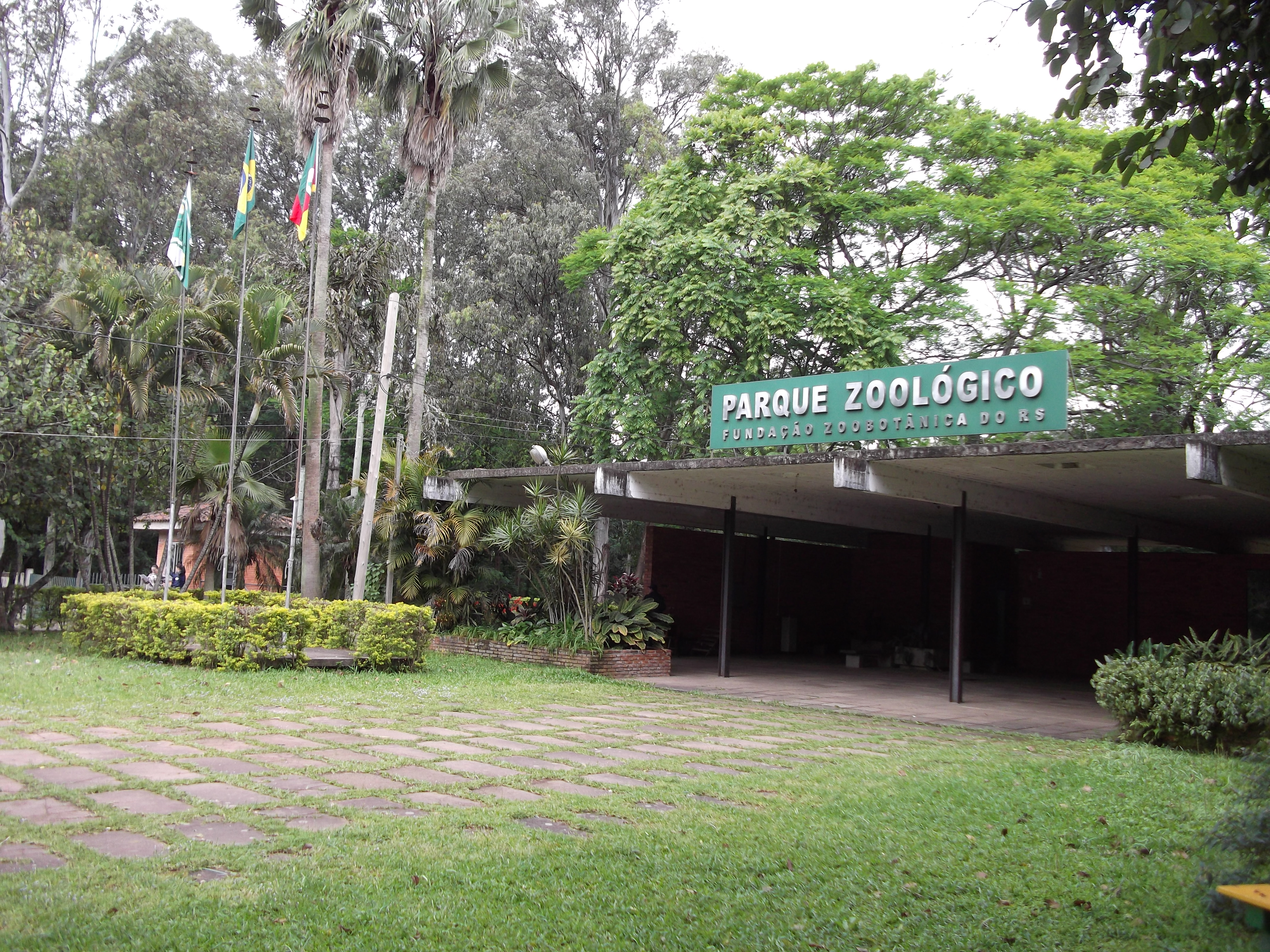

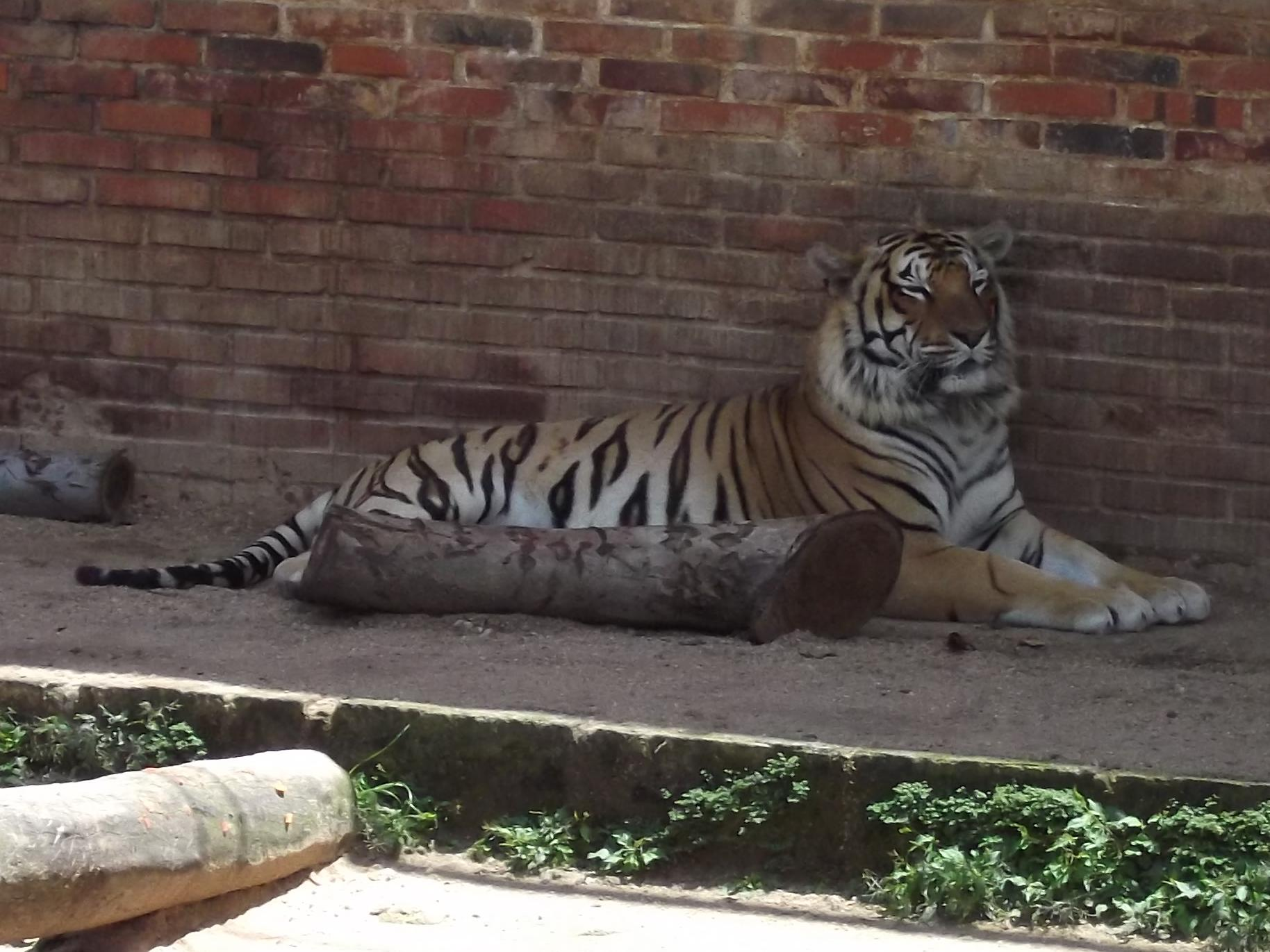

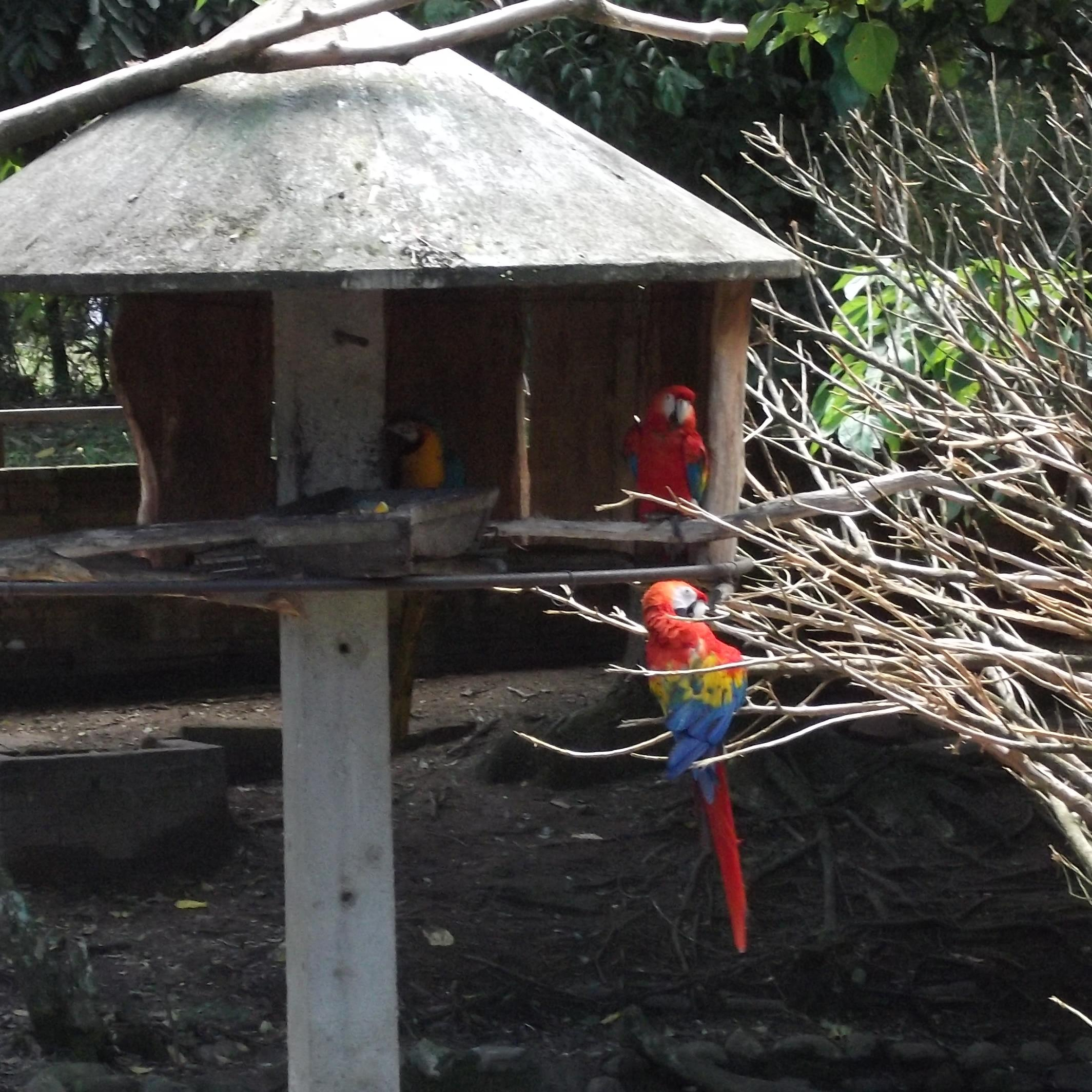

Sapucaia do Sul é um município brasileiro do estado do Rio Grande do Sul, na Região Metropolitana de Porto Alegre. Tem como limites os municípios de São Leopoldo ao norte, Novo Hamburgo a nordeste, Gravataí ao leste, Cachoeirinha a sudeste, Esteio ao sul, Nova Santa Rita a oeste e Portão a noroeste.
Sendo o município que mais cresce a cada ano e com maior preservação ambiental da região.

## Bairros
- Cohab Blocos[4]
- Diehl[5]
- Getúlio Vargas
- Ipiranga
- Trensurb
- Colina verde
- Camboim
- Nova sapucaia
- Sial
- Pedro Simon
- Capão da Cruz
- Walderez
- Piratini
- Cohab Casas
- Vacchi
- São Jorge
- Fortuna
- Carioca
- Colonial
- Horto florestal
- Boa vista
- Bela vista
- Centro
- Botafogo
- Multi Forja
- Jardim América
- Lomba da palmeira
- Jardim Europa
- João de barro
- Vila Verde
- Vargas
- Nascer do Sol
- Pasqualini[6]
- Primor[7]
- Santa Catarina[5]
- Silva[5]
- São José[8]

O maior bairro de Sapucaia do Sul é o bairro Ipiranga com seu tamanho territorial correspondente a 40% da cidade, possui gigantesca área verde, Comercio Campestre Clube, Supermercado Menger, além de possuir os loteamentos Terra Nova, Progresso, Sobrados da Ipiranga, Condomínio Altos da Ipiranga, Novo Horizonte, Nascer do Sol, Passo de Sapucaia e por fim o Distrito Industrial que promete ser o maior parque industrial da cidade. 
O bairro mais populoso é o Vargas com cerca de 40 mil habitantes, também é o bairro com maior população carente devido ao Loteamento Colina Verde que fica anexo ao bairro Vargas. 
Os bairros mais antigos da cidade são o bairro Centro e Camboim. 
O Bairro mais violento é o Bairro Sete, que abriga a Vila Trensurb, local muito comentado em todas  as páginas criminais. 
O bairro mais isolado e em área afastada é o bairro Recanto Jardins. 
o Bairro mais rico Cidade é o bairro Nascer do Sol, mais precisamente o Jardim Anchieta, local esse que fica localizado o 18° BMITZ do Exército Brasileiro.

## Administração

### Hospital Municipal Getúlio Vargas
O Hospital Municipal Getúlio Vargas (HMGV) iniciou como uma autarquia da Prefeitura, tendo sido criado em 14 de setembro de 1970 e inaugurado em 13 de novembro do mesmo ano.